# HD195447
HD195447 — хімічно пекулярна зоря спектрального класу B9, що має видиму зоряну величину в смузі V приблизно  7,6.
Вона  розташована на відстані близько 1524,1 світлових років від Сонця.

## Фізичні характеристики
Телескоп Гіппаркос зареєстрував фотометричну змінність  даної зорі з періодом    5,40 доби в межах від  Hmin= 7,63 до  Hmax= 7,58.